# Nemeura gracilis
Nemeura gracilis là một loài côn trùng trong họ Nemopteridae thuộc bộ Neuroptera. Loài này được Hagen miêu tả năm 1886.